# San Marcos La Laguna
San Marcos La Laguna è un comune del Guatemala facente parte del dipartimento di Sololá.